# Cyprinodon meeki
Cyprinodon meeki är en fiskart som beskrevs av Miller, 1976. Cyprinodon meeki ingår i släktet Cyprinodon och familjen Cyprinodontidae. IUCN kategoriserar arten globalt som akut hotad. Inga underarter finns listade i Catalogue of Life.